# Ranchos de Arriba
Ranchos de Arriba är en ort i Mexiko.   Den ligger i kommunen Ixtlán del Río och delstaten Nayarit, i den centrala delen av landet, 600 km väster om huvudstaden Mexico City. Ranchos de Arriba ligger 1 208 meter över havet och antalet invånare är 294.
Terrängen runt Ranchos de Arriba är kuperad åt sydväst, men åt nordost är den bergig. Terrängen runt Ranchos de Arriba sluttar österut. Runt Ranchos de Arriba är det ganska glesbefolkat, med 30 invånare per kvadratkilometer. Närmaste större samhälle är Ixtlán del Río, 9,8 km väster om Ranchos de Arriba. I omgivningarna runt Ranchos de Arriba växer huvudsakligen savannskog.